# Coupe de la paix
La Coupe de la paix (en anglais : Peace Cup) est une compétition de clubs de football créée en 2003 et organisée par la Sunmoon Peace Football Foundation (liée à l'Église de l'Unification du Révérend Sun Myung Moon). Sa dernière édition a eu lieu en 2012.
Cette compétition a servi aux clubs européens dans leur préparation d'avant saison et a permis de promouvoir leur image en Asie.
Après deux finales perdues, l'Olympique lyonnais remporte la compétition en 2007.
La Coupe de la paix est une compétition non reconnue par la FIFA.

## Palmarès
| Année | Lieu                 | Finale             | Finale           | Finale                | Finale                                                                 |
| Année | Lieu                 | Gagnant            | Score            | Finaliste             | But(s)                                                                 |
| ----- | -------------------- | ------------------ | ---------------- | --------------------- | ---------------------------------------------------------------------- |
| 2003  | Corée du Sud         | PSV Eindhoven      | 1-0              | Olympique lyonnais    | van Bommel 23e (pen.)                                                  |
| 2005  | Corée du Sud         | Tottenham Hotspur  | 3-1              | Olympique lyonnais    | Berthod 6e (csc), Keane 8e 45+2e pour Tottenham, · Ben Arfa 73e (pen.) |
| 2007  | Corée du Sud         | Olympique lyonnais | 1-0              | Bolton Wanderers      | Källström 86e                                                          |
| 2009  | Espagne (Andalousie) | Aston Villa        | 0-0 4 t.a.b. à 3 | Juventus              | —                                                                      |
| 2012  | Corée du Sud         | Hambourg SV        | 1-0              | Seongnam Ilhwa Chunma | Berg 80e                                                               |

### Palmarès par club
| Rang | Club                  | Vainqueur | Finaliste      |
| ---- | --------------------- | --------- | -------------- |
| 1    | Olympique lyonnais    | 1 (2007)  | 2 (2003, 2005) |
| 2    | PSV Eindhoven         | 1 (2003)  | -              |
| 2    | Tottenham Hotspur     | 1 (2005)  | -              |
| 2    | Aston Villa           | 1 (2009)  | -              |
| 2    | Hambourg SV           | 1 (2012)  | -              |
| 6    | Bolton Wanderers      | -         | 1 (2007)       |
| 6    | Juventus              | -         | 1 (2009)       |
| 6    | Seongnam Ilhwa Chunma | -         | 1 (2012)       |